# Numero Uno (Disney)

Rappresentazione della Numero Uno nella sua teca di vetro

La Numero Uno o Numero 1 (Number One Dime oppure Old Number One) è una moneta immaginaria presente nei fumetti e cartoni animati della Disney, ideata da Carl Barks nel 1953. Appare per la prima volta nella storia The Round Money Bin, pubblicata su Uncle Scrooge n. 3.

## Origini
È la prima moneta guadagnata da Paperon de' Paperoni; è un decino, ovvero una moneta da 10 centesimi di dollaro statunitense coniata, secondo Don Rosa, nel 1875.
La moneta compare per la prima volta in Zio Paperone e la Banda Bassotti (1953), storia in cui Paperone converte tutte le sue monete in banconote per stiparle meglio, ma conserva la Numero Uno per il valore affettivo, ed essa lo salverà grazie al proprio bordo, affilato dall'usura, che taglierà le corde con cui i Bassotti lo avevano legato; in Zio Paperone e il torneo monetario (1956) Paperone la tiene legata al dito con uno spago, e poco a poco nelle storie di Barks emerge il valore del decino come simbolo della laboriosa vita del magnate, dedita al risparmio e all'autoaffermazione; egli la custodisce gelosamente in una teca di vetro, sopra un morbido cuscino, come "prova tangibile" del fatto che egli non ha mai perso di vista i propri ideali, ma in maniera anche ossessivamente esasperata, soprattutto quando da Zio Paperone e la fattucchiera (1961) Barks introduce il personaggio di Amelia, la quale è convinta che la moneta abbia poteri magici e cerca di impossessarsene per compiere un incantesimo che la renderà ricca: le lotte con la fattucchiera e i viaggi intercontinentali compiuti da Paperone e nipoti per recuperare il decino sottratto sottolineano ironicamente quanto la vita del papero più ricco del mondo sia "complicata" da preoccupazioni assurde e fuori dal comune.
In altre storie come Paperino reporter degli abissi (1963) è stato implicato invece il valore di portafortuna della Numero Uno, e nella serie televisiva DuckTales viene spiegato che il potere però non deriva dalla moneta in sé, ma dal fatto che ogni volta che Paperone l'ha toccata, le ha passato "le vibrazioni di ogni affare, di ogni decisione, di ogni dollaro della vita di Paperone!". 
Saga di Paperon de' Paperoni
Nelle storie scritte da Don Rosa, la moneta appartiene a un conio ben preciso realmente esistito, il "Seated Liberty" del 1875; in L'ultimo del Clan de' Paperoni (1992) e Decini e destini (1995), Don Rosa racconta come il giovane Paperone riuscì a guadagnarla il giorno del suo decimo compleanno, quando ricevette in regalo da suo padre Fergus un kit da lustrascarpe, affinché iniziasse a lavorare per poter un giorno diventare qualcuno: quello stesso giorno, il miliardario americano Howard Rockerduck (padre del futuro avversario di Paperone), passando in carrozza per le strade di Glasgow e vedendo dei bambini chiedere l'elemosina, gettò loro degli spiccioli; uno di questi venne raccolto da Matilda, sorella di Paperone, che lo portò al padre, il quale lo prestò allo scavafossi Burt perché si presentasse come primo cliente del giovane papero e lo pagasse con una moneta americana, non spendibile in Scozia, per insegnare al figlio l'importante lezione di stare sempre all'erta. In uno dei suoi tentativi di impossessarsi della Numero Uno la strega Amelia torna indietro nel tempo, vede la scena e, dopo che Fergus si assenta, si presenta a Burt come nobildonna desiderosa di compiere un'opera di carità e lo convince a scambiare due scellini (essendo lo scellino più prezioso, ne dona uno allo scavafossi e uno a Paperone) con la moneta. Paperone incontra effettivamente Burt e impiega molto tempo per pulire via il fango secco dai suoi scarponi, tanto che a lavoro finito sviene per la stanchezza; al momento di pagarlo, però, Burt va in un ristorante dove, con gli scellini di Amelia, consuma una cena vista l'offerta speciale; vedendo quindi Paperone senza la propria paga, ad Amelia sovviene che rubando la Numero Uno prima che diventi la sua prima moneta guadagnata, essa perde ogni valore e potere magico; Amelia è dunque costretta a lasciarla nella mano del piccolo Paperone ancora privo di sensi, prima di tornare nel futuro; al risveglio, Paperone è felice di possedere la prima moneta guadagnata "col sudore della fronte", ma, come previsto da Fergus, si accorge che è americana e capisce che la vita è piena di furbi pronti a imbrogliarlo, così promette a se stesso di diventare il più duro dei duri e più furbo dei furbi e di far quadrare i suoi conti.

### Storie di produzione italiana
Diversamente da quelle di produzione americana, la moneta è stata spesso raffigurata con il numero "1" inciso su una faccia, e non come un decino (per sottolineare il fatto di essere la prima), viene chiamata dai personaggi decino, oltre che Numero 1, ma questo ha creato in passato qualche fraintendimento per cui è stata considerata un centesimo. 
In molte storie di produzione italiana la moneta è per Paperone un amuleto magico, così che quando Amelia ruba la moneta o Paperone la smarrisce, tutte le sue attività economiche incominciano ad andare male (come nella barksiana succitata Paperino reporter degli abissi); nella storia Gastone e il talismano annullafortuna il potere della moneta è tale da annullare, per una sorta di effetto "chiodo scaccia chiodo", la fortuna di Gastone.
Gli autori italiani hanno spesso aggiunto le proprie versioni sulle origini della moneta a quella di Don Rosa: in Zio Paperone e il Codice Metsys del 2005 (parodia de Il codice da Vinci), il guardiano del Louvre, Pontìere, zio di Brigitta, rivela a Paperone che la Numero Uno contiene una scaglia della pietra filosofale. Nella storia si immagina infatti che il pittore Metsys fosse un alchimista (nel quadro Il banchiere e sua moglie avrebbe nascosto particolari riguardanti l'alchimia e la pietra filosofale) e che, con altri alchimisti, avrebbe nascosto le scaglie della leggendaria quanto pericolosa pietra in monete di piccolo taglio.
In un'occasione (Zio Paperone e la pace con Amelia, su Topolino n. 1681 del 1988), al fine di porre termine al conflitto con Amelia, Zio Paperone sembra acconsentire a cederle la Numero 11, l'undicesima moneta guadagnata. Tale moneta è meno potente della Numero 1 ma, unita ad altri talismani dei più ricchi abitanti del pianeta, è ugualmente in grado di realizzare il talismano bramato dalla strega; alla fine, però, Paperone non rispetterà i patti.

## Influenza culturale
- Nel 1993 la Disney Italia e l'Istituto Poligrafico e Zecca dello Stato crearono delle edizioni della moneta denominata "1° Cent di Zio Paperone", in bronzo, argento e oro, oltre a una edizione limitata nel 1994 in oro e platino con diamante incastonato.

- Durante la mostra Rapallo 2005 dedicata a Carl Barks, fu stampato e venduto un volume dal titolo "Rapallo 2005 Carl Barks - The Good Artist, l'Uomo dei Paperi" e coniata e venduta una riproduzione della moneta rappresentante il primo decino basata sulla moneta da "one dime" degli Stati Uniti del 1875.

- Su Topolino n. 2710, del 6 novembre 2007, viene allegata ed offerta a tutti i lettori una riproduzione della Numero Uno in metallo dorato, recante sul verso il profilo di Zio Paperone e sul recto la dicitura "Banca di Paperopoli", la scritta "1 cent" e l'anno "2007". La moneta è stata disegnata da Giovan Battista Carpi. Il "valore nominale" di queste riproduzioni, come da tradizione nelle storie italiane, è da un centesimo anziché da dieci come nelle storie USA originali di Carl Barks. Sono stati coniati alcuni esemplari della moneta in oro.[9]